# سرخس دوپایه نواری
سرخس دوپایه نواری (نام علمی: Pteris vittata) نام یک گونه از تیره پرسرخسیان است.